# Judecător de instrucție
Într-un sistem inchizitorial de drept, judecătorul de instrucție este un judecător care desfășoară investigații preprocesuale ale acuzațiilor de săvârșire a unei infracțiuni și, în unele cazuri, face o recomandare pentru declanșarea urmăririi penale. 
Rolul exact al judecătorilor de instrucție variază de la jurisdicție la jurisdicție; sarcinile și atribuțiile frecvente ale judecătorului de instrucție include supravegherea desfășurării cercetării penale, emiterea de mandate de percheziție,  autorizarea interceptării convorbirilor telefonice, luarea de decizii privind detenția preventivă, interogarea inculpatului, audierea martorilor, examinarea probelor și întocmirea unui dosar cu dovezi pentru pregătirea procesului. 
Judecătorii de instrucție au un rol important în procedura judiciară franceză și un rol mai mic în procedura penală spaniolă, olandeză, belgiană și greacă, deși rolul judecătorului de instrucție s-a micșorat, în general, de-a lungul timpului. Mai multe țări, inclusiv Elveția, Germania, Portugalia și Italia, au abolit poziția de judecător de instrucție.

## Comparație cu sistemele de drept comun
Rolul judecătorului de instrucție este important în jurisdicțiile în care se practică sistemul de drept civil, cum ar fi Franța, care are un sistem inchizitorial. În schimb, jurisdicțiile în care se practică sistemul de drept comun, cum ar fi Anglia și Statele Unite ale Americii care au un sistem acuzatorial și nu au un post similar. Interacțiunea strânsă frecventă cu poliția și procurorii „i-ar putea condiționa foarte bine pe judecătorii de instrucție să favorizeze interesele pe termen lung ale participanților obișnuiți față de interesele acuzatului”. Această problemă afectează, de asemenea, jurisdicțiile de drept comun, deși s-a remarcat faptul că „în Statele Unite ale Americii, accentul s-a pus pe independența avocatului apărării, în timp ce în Franța, accentul s-a pus pe independența judecătorului de instrucție.”
Faza de examinare a probelor a fost descrisă ca fiind „cel mai controversat aspect de procedură penală” în jurisdicțiile de drept civil deoarece din cauza „secretului și duratei procedurilor, marile puteri au beneficii de pe urma judecătorilor de instrucție” și a „posibilității inerente de abuz din partea judecătorilor care lucrează în secret și țin încarcerate persoanele pe perioade lungi de timp”. Unii specialiști au comparat, cu toate acestea, rolul favorabil al judecătorului de instrucție cu cel al juriului în sistemele de drept comun. Specialistul George C. Thomas III constată că în timp ce Marele Juriu, așa cum există în sistemul juridic din SUA, are un rol de investigare, el este lipsit de funcțiile de evaluare pe care le are sistemul francez. Thomas observă că potrivit precedentului legal al Curții Supreme a SUA, procurorii americani nu sunt obligați să prezinte probele favorabile acuzaților în fața Marelui Jusriu și, în consecință, jurații află doar probele folosite în urmărirea penală; prin contrast, în sistemul francez, judecătorul de instrucție francez funcționează ca un anchetator, fiind responsabil de aflarea adevărului.

## Țările în care există această instituție
Utilizarea judecătorilor de instrucție s-a redus în Europa în decursul timpului. Spania, Franța, Croația, Olanda, Belgia și Grecia sunt țările care au păstrat această practică și în toate aceste state rolul judecătorului de instrucție s-a diminuat, cu o tendință generală de a restrânge participarea judecătorului de instrucție doar în investigarea „infracțiunilor grave sau a cazurilor sensibile” sau ca judecătorul de instrucție să-și împartă responsabilitatea cu procurorul. Elveția, Germania, Portugalia și Italia au abolit funcția de judecător de instrucție.